# Ruellia poissonii
Ruellia poissonii är en akantusväxtart som beskrevs av Raymond Benoist. Ruellia poissonii ingår i släktet Ruellia och familjen akantusväxter. Inga underarter finns listade i Catalogue of Life.